# Jindřich Karas
Jindřich Karas (* 23. dubna 1939) je český trenér ledního hokeje, bývalý československý hokejový útočník a fotbalista (tzv. obojživelník).
Za Kladno odehrál v letech 1957–1969 celkem 514 utkání, ve kterých nastřílel 257 branek. Bilance v nejvyšší soutěži je 102 branek v 310 utkáních. Člen legendární formace Vimmer – Karas – Lidický, která kvůli základní vojenské službě chyběla u prvního kladenského titulu v roce 1959. V mládí byl také vynikající fotbalista, stal se dorosteneckým mistrem republiky v letech 1956 a 1958. V devadesátých letech se vydal na trenérskou dráhu a byl koučem mládežnických kladenských týmů.